# Next Level Games
Next Level Games é uma desenvolvedora de jogos eletrônicos canadense e subsidiária da Nintendo, sediada em Vancouver, Colúmbia Britânica. Fundada em agosto de 2002, a Next Level Games se especializa em criar jogos para consoles. Seu primeiro projeto foi NHL Hitz Pro, publicado pela Midway Games em 2003. A empresa é mais conhecida por seus trabalhos com a Nintendo, como Super Mario Strikers e Punch-Out!! para o Wii, Luigi's Mansion: Dark Moon e Metroid Prime: Federation Force para o Nintendo 3DS e Luigi's Mansion 3 para o Nintendo Switch.
Entre outros prêmios, a Next Level Games foi nomeada uma das melhores empresas para se trabalhar na Colúmbia Britânica pelo programa "Canada's Top 100 Employers" em 2008, 2009 e 2012. A empresa foi destacada nas revistas Maclean's e BC Business.
Em 9 de janeiro de 2014, o estúdio anunciou que trabalharia exclusivamente com a Nintendo a partir daquele momento. Em 4 de janeiro de 2021, a Nintendo anunciou que havia comprado a Next Level Games depois que "uma quantidade de proprietários-diretores havia determinado que era a hora certa de vender suas ações, e a Next Level Games consequentemente começou a explorar potenciais transações de venda". A aquisição foi concretizada no dia 1 de março.

## Jogos
| Ano  | Título                             | Plataforma(s) | Publicadora           |
| ---- | ---------------------------------- | ------------- | --------------------- |
| 2003 | NHL Hitz Pro                       | GameCube      | Midway Games          |
| 2003 | NHL Hitz Pro                       | Xbox          | Midway Games          |
| 2003 | NHL Hitz Pro                       | PlayStation 2 | Midway Games          |
| 2005 | Super Mario Strikers               | GameCube      | Nintendo              |
| 2007 | Mario Strikers Charged             | Wii           | Nintendo              |
| 2007 | Spider-Man: Friend or Foe          | Wii           | Activision            |
| 2007 | Spider-Man: Friend or Foe          | Xbox 360      | Activision            |
| 2007 | Spider-Man: Friend or Foe          | PlayStation 2 | Activision            |
| 2008 | Ticket to Ride                     | Xbox 360      | Playful Entertainment |
| 2009 | Jungle Speed                       | Wii           | Playful Entertainment |
| 2009 | Punch-Out!!                        | Wii           | Nintendo              |
| 2009 | Doc Louis's Punch-Out!!            | Wii           | Nintendo              |
| 2010 | Transformers: Cybertron Adventures | Wii           | Activision            |
| 2010 | Tom Clancy's Ghost Recon           | Wii           | Ubisoft               |
| 2011 | Captain America: Super Soldier     | Xbox 360      | Sega                  |
| 2011 | Captain America: Super Soldier     | PlayStation 3 | Sega                  |
| 2013 | Luigi's Mansion: Dark Moon         | 3DS           | Nintendo              |
| 2016 | Metroid Prime: Federation Force    | 3DS           | Nintendo              |
| 2019 | Luigi's Mansion 3                  | Switch        | Nintendo              |
| 2022 | Mario Strikers: Battle League      | Switch        | Nintendo              |

### Jogos cancelados
- WWE Titans Parts Unknown – PlayStation 2, Xbox[8]
- Clockwerk – Wii, PlayStation 3, Xbox 360[9]
- Super Mario Spikers – Wii[10]